# 盧瑟福 (加利福尼亞州)
盧瑟福（英語：Rutherford）是位於美國加利福尼亞州納帕縣的一個人口普查指定地區。

## 地理
盧瑟福的座標為38°27′31″N 122°25′17″W / 38.45861°N 122.42139°W，而該地最高點為海拔高度277米（即910英尺）。

## 人口
根據2010年美國人口普查的數據，盧瑟福的面積為4.361平方千米，當中陸地面積為4.351平方千米，而水域面積為0.010平方千米。當地共有人口164人，而人口密度為每平方千米37人。